# Szobek
Szobek vagy Szebek az ókori egyiptomi vallás egyik istene, a Piramisszövegek szerint Néith fia. A víz és a Nílus istene. Szent állata a nílusi krokodil. Ember, krokodil vagy krokodilfejű ember alakjában ábrázolták. Kultuszközpontja a Fajjúm-oázis, Krokodeilónpolisz.
Kultusza a XII. dinasztia korában (i. e. 19-18. század) élte virágkorát, ekkori kultuszközpontja Szumenuban volt. Neve a XIII. dinasztia néhány uralkodójának nevébe is beolvadt, mutatva az uralkodó isteni eredetét. A hiedelem szerint Szobek biztosította a termékenységet és a bőséget. Több szöveg az istenek és az emberek védelmezőjeként tünteti fel (létezett olyan elképzelés, hogy a vadságával elriasztja a sötétség erőit), de olyan említést is találunk, ahol Ré és Ozirisz ellenségeként szerepel. A vallási szinkretizmus fejlődésével Szobek azonosult Rével, Hnummal, Ámonnal, Honszuval és Minnel. A Későkorban Szobek kísérőjeként megjelent „Szobektet istennő, a Nagy Úrnő”.
Neve többek közt ezekben a nevekben fordul elő: Szobekhotep, Szobekemszaf, Szobeknaht, Szobeknoferuré.

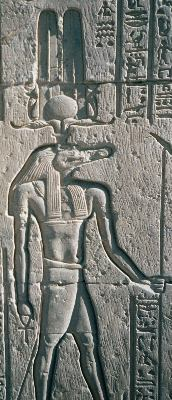
Szobek isten ábrázolása a Kom Ombo-i templom falán